# Mollösunds landskommun
Mollösunds landskommun var en tidigare kommun i dåvarande Göteborgs och Bohus län.

## Administrativ historik
I samband med att 1862 års kommunalförordningar trädde i kraft den 1 januari 1863 inrättades i  Mollösunds socken i Orusts västra härad i Bohuslän denna kommun.
I kommunen inrättades den 29 januari 1886 Mollösunds municipalsamhälle. 
Vid  kommunreformen 1952 uppgick den med municipalsamhället i Morlanda landskommun, som 1971 uppgick i Orusts kommun.

## Politik

### Mandatfördelning i Mollösunds landskommun 1938-1946
| 5 | 8 | 4 |

| 17 |

| 10 | 7 |

| 17 |

| 8 | 9 |

| 17 |